# Spring Green, Wisconsin
Spring Green là một làng thuộc quận Sauk, tiểu bang Wisconsin, Hoa Kỳ. Năm 2006, dân số của làng này là 1444 người.